# Heavy Duty (G.I. Joe)
Heavy Duty es un personaje ficticio de la línea de juguetes G.I. Joe: A Real American Hero, cómics y series animadas. Heavy Duty es el especialista en artillería pesada del Equipo G.I. Joe. Se le describe sin miedo a ninguna situación a pesar del intenso fuego enemigo. También es primo de Roadblock y comparte la misma pasión por cocinar y hablar en rima. Este personaje fue creado por Walter A. McDaniel. Es interpretado por Adewale Akinnuoye-Agbaje en la película de 2009 G.I. Joe: The Rise of Cobra.

## Perfil
Su ficha de archivo original indica que su verdadero nombre es Lamont A. Morris, y que nació en Chicago, Illinois. Heavy Duty creció con una pasión por la vida metropolitana, expresándola a través de guitarras clásicas y Bach. Después de alistarse en el Ejército, descubrió que muchas de sus habilidades musicales también se aplicaban a las armas pesadas: coordinación, destreza y multitarea. Su fuerza extrema y su comprensión de los sistemas de armas avanzados lo llamaron la atención del Equipo G.I. Joe.
Cuando el equipo G.I. Joe se disolvió, Heavy Duty regresó a su ciudad natal de Chicago y abrió un pequeño estudio de grabación en su hogar, donde grabó sus interpretaciones de piezas clásicas populares con guitarra. Regresó al equipo cuando fueron reincorporados, y cuando Roadblock no regresó inicialmente a G.I. Joe, Heavy Duty también intentó ocupar el papel de su primo como cocinero. Sin embargo, sus habilidades culinarias no eran tan entusiastas y Heavy Duty tendía a improvisar ingredientes y métodos. Roadblock regresó cuando la lista del equipo se redujo a una unidad de élite, y un grupo hambriento de Joes le dio la bienvenida.

## Historia del juguete
La primera aparición de Heavy Duty fue en la alineación de 1991 de la línea de juguetes G.I Joe: A Real American Hero. En 1993 se lanzó una nueva versión de Heavy Duty como parte de la línea Star Brigade. Aunque apareció en papeles muy mínimos en otros medios de G.I. Joe, Heavy Duty aún pudo alcanzar cierto nivel de popularidad a pesar de aparecer al final de la serie. Es uno de los pocos personajes de esa época que pasó al renacimiento de G.I. Joe en 2002, y está incluido en G.I. Joe: Sigma 6.
Una versión de Heavy Duty sin accesorios vino con Built to Rule Sledgehammer en 2004. Los antebrazos y las pantorrillas de la figura lucían lugares donde se podían unir bloques.

## Cómics

### Marvel Comics
En otros medios, Heavy Duty apareció por primera vez en el número 130 de los cómics de G.I. Joe publicados por Marvel Comics. Estaba entre el grupo de Joes que defendió el Pozo de un asalto de Cobra.

### Devil's Due
Apareció en un número de los cómics publicados por Devil's Due.
Más tarde se le ve en Estambul, Turquía. Está ayudando a sus compañeros Joes Bombstrike y Taurus a luchar contra los soldados Cobra.

### IDW comic
En la serie IDW/Devil's Due, hay un personaje clave con el nombre en clave Heavy Duty, pero con la personalidad y el aspecto físico de Roadblock. Aparece en una historia de dos partes. Él es parte de una batalla en marcha en Chicago contra un  Battle Android Trooper fuera de control y un grupo de soldados Dreadnoks y Cobra. Está herido a la mitad, pero aún continúa la lucha con la ayuda de otros Joes como Jinx y Lady Jaye. Firefly toma el 'B.A.T.' y la mayoría de Cobra son arrestados.

## Serie animada

### DiC
Heavy Duty apareció en ambas temporadas de la serie animada G.I. Joe producida por DiC, con la voz de Maurice LaMarche.

### Spy Troops y Valor vs. Venom
En la película animada CGI directa a video G.I. Joe: Spy Troops, Heavy Duty regresa con una personalidad más colorida, aunque como alguien que ama los explosivos. Se menciona en la película que él es el primo de Roadblock. Al igual que su pariente, comparte la misma pasión por la cocina, aunque no las habilidades. Regresa en G.I. Joe: Valor vs. Venom, y da su voz en ambas películas por Blu Mankuma.

### Sigma 6
Heavy Duty coprotagoniza la nueva serie, G.I. Joe: Sigma 6. No posee el mismo refinamiento que su encarnación original. Este Heavy Duty está más preocupado por su fuerza y muestra sus músculos tanto como puede. Por lo general, está emparejado con su compañero de equipo Tunnel Rat.

### Renegades
En el episodio de G.I. Joe: Renegades, "Knockoffs", se revela que Roadblock tiene un primo llamado Hershel. Esta es probablemente una referencia a la versión cinematográfica de Heavy Duty, en lugar de su contraparte original.
Esto se confirmó en "Cousins" cuando Flint y Lady Jaye llaman al cabo Hershel Dalton cuando se trata de rastrear a su primo Roadblock. A cambio de traer Roadblock, Heavy Duty se unirá a los Falcons de forma permanente. Se revela que a Heavy Duty no le gusta Roadblock debido a algo que salió mal en el pasado. Es por eso que Heavy Duty se alejó de su ciudad natal de Biloxi, Misisipi y se mudó para ir a la universidad y luego vivir en Idaho. Se revela que se fue a la ciudad para hacerse un nombre. Habiéndose avergonzado de su profunda herencia sureña creyendo que es una desventaja para obtener una educación avanzada. Heavy Duty logra tender una emboscada a Roadblock después del funeral de su abuelo (el Capitán Jefferson Hinton había servido como piloto en Tuskegee Airmen).
Luego, los dos son emboscados por el Mayor Bludd, que termina con Heavy Duty esposándose a Roadblock. Heavy Duty arrastra a Roadblock a su automóvil, lo que los lleva a una persecución de automóviles hasta que el Mayor Bludd termina volando el puente. Debido a que el Mayor Bludd disparó su láser sobre el automóvil mientras se hundía, Heavy Duty pierde las llaves de sus esposas. Heavy Duty se las arregla para sacar a él y a Roadblock del río y terminar en el pantano mientras evade a los caimanes. Heavy Duty se sorprendió de que Roadblock pudiera luchar contra el caimán. El Mayor Bludd los ataca en un barco pantanoso mientras Roadblock salva a Heavy Duty de una serpiente. Después de una breve pelea, Roadblock y Heavy Duty intentan romper las esposas cuando llega el Mayor Bludd y los captura. Mientras el Mayor Bludd prepara una trampa para los demás, en medio de la cual revela que Cobra en realidad ESTÁ sucio, Roadblock y Heavy Duty trabajan para sacar las esposas.
Cuando un caimán los ataca, Snake Eyes termina asustando al caimán. Roadblock y Heavy Duty luego se unen a los otros Joes para luchar contra el Mayor Bludd y la Baronesa. Después de la pelea, Roadblock y Heavy Duty regresan a la casa de su abuela, donde ella reveló que su abuelo les había dado su herencia a ambos, lo que hizo que la animosidad de Heavy Duty hacia su primo terminara. Luego se reveló que Hershel había sido apodado por la abuela Hinton. Ella dijo cuando Hershel era un bebé que podía llenar un pañal como nadie, de ahí el nombre Heavy Duty. Cuando Heavy Duty se pregunta cómo le va a explicar todo esto a Flint, Roadblock le dice que pensará en algo. Es posible que Heavy Duty le haya dicho a Flint lo que descubrió durante su misión, ya que no se ve a los Falcons persiguiendo a los Joes por el resto de la temporada.

## Película de acción real

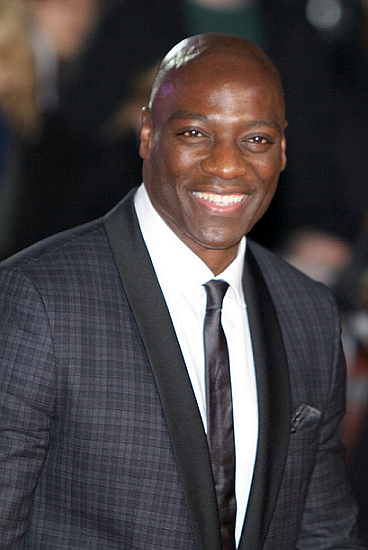
El actor Adewale Akinnuoye-Agbaje en el estreno de Thor: El mundo oscuro, el 25 de octubre de 2013.

Adewale Akinnuoye-Agbaje interpreta a Heavy Duty en la película de acción en vivo. Sin embargo, sus antecedentes se reinician, ya que su ficha de archivo indica que su nombre es Hershel Dalton, y que originalmente era miembro de las Fuerzas Armadas Británicas antes de convertirse en miembro de G.I. Joe. También se desempeña como comandante de campo del equipo. Heavy Duty presumiblemente murió durante el ataque aéreo a la base Joe en G.I. Joe: Retaliation.
Al rapero y actor Common se le pidió originalmente que interpretara el papel de Roadblock en la película, pero se pasó por alto a favor de Heavy Duty. Antes de ser elegido como Rip Cord, Marlon Wayans hizo una prueba para el papel de Heavy Duty.

## Videojuegos
Heavy Duty aparece como un personaje jugable en el videojuego G.I. Joe: The Rise of Cobra con la voz de Rodney Saulsberry.